# BYD e5
BYD e5 — електричний автомобіль виробництва BYD Auto, розроблений на основі бензинового седана BYD Su Rui, випущений в 2012 році. E5 оснащений 65Агод літій-фосфатно-залізним акумулятором, (LiFePO4), якого вистачає на 220 км (137 миля), а максимальна швидкість 150 км/год (93 миля/год). Роздрібні продажі почалися в Китаї у вересні 2015 року. Всього було поставлено 1,426 одиниць на китайський ринок у 2015 році, і 15,639 в 2016 році. Всього 17,065 одиниць було продано в Китаї до кінця грудня 2016 року.
300-км-рова версія BYD e5 300, яка має характеристики як у BYD Qin EV300, була випущена у 2016.